# Maria Geboortekerk (Warschau)
De Maria Geboortekerk (Pools: Kościół Narodzenia Najświętszej Maryi Panny)  of de Karmelietenkerk in Wola  is een barokke kerk gelegen in de wijk Wola van de Poolse hoofdstad Warschau. Het is een van de twee kerken van de karmelietenorde in Warschau. De kerk werd gebouwd tussen 1682 en 1732.

## Geschiedenis
De kerk en het karmelietenklooster werd tussen 1682 en 1732 gebouwd in de stijl van de barok. Door de Grote Noordse Oorlog werd de bouw van de kerk vertraagd, mede door de bezetting van het klooster door de Zweden. In de kloosterkerk bevinden zich op het altaar vier schilderijen van de Poolse kunstschilder Szymon Czechowicz.
De kerk en het klooster beschikten over een binnenplaats, deze binnenplaats en de kerk werden na de Poolse deling van 1795 gebruikt als gevangenis voor politieke gevangenen. Tijdens de Opstand in het getto van Warschau in de Tweede Wereldoorlog werd de kerk met de grond gelijk gemaakt door de Duitsers. Na de oorlog is de kerk herbouwd. In 1962 toen de kerk al was herbouwd is de gehele kerk met technische hulpmiddelen 21 meter verplaatst.
Omdat deze kerk, tijdens de oorlog in het joodse getto lag, werd de crypte onder de kerk gebruikt om Joden uit het getto te smokkelen.